# Rüterberg
Rüterberg è una frazione (Ortsteil) della città di Dömitz, sita nel sud-ovest del circondario (Landkreis) di Ludwigslust-Parchim nel Land del Meclemburgo-Pomerania Anteriore.
Divenne noto alle cronache nel 1989, quando gli abitanti lo dichiararono "villaggio-repubblica di Rüterberg" (Dorfrepublik Rüterberg), denominazione che fu ufficiale dal 1991 al 2001 (Dorfrepublik 1961-1989) e successivamente fino al 2002 (Dorfrepublik 1967-1989)

## Geografia fisica

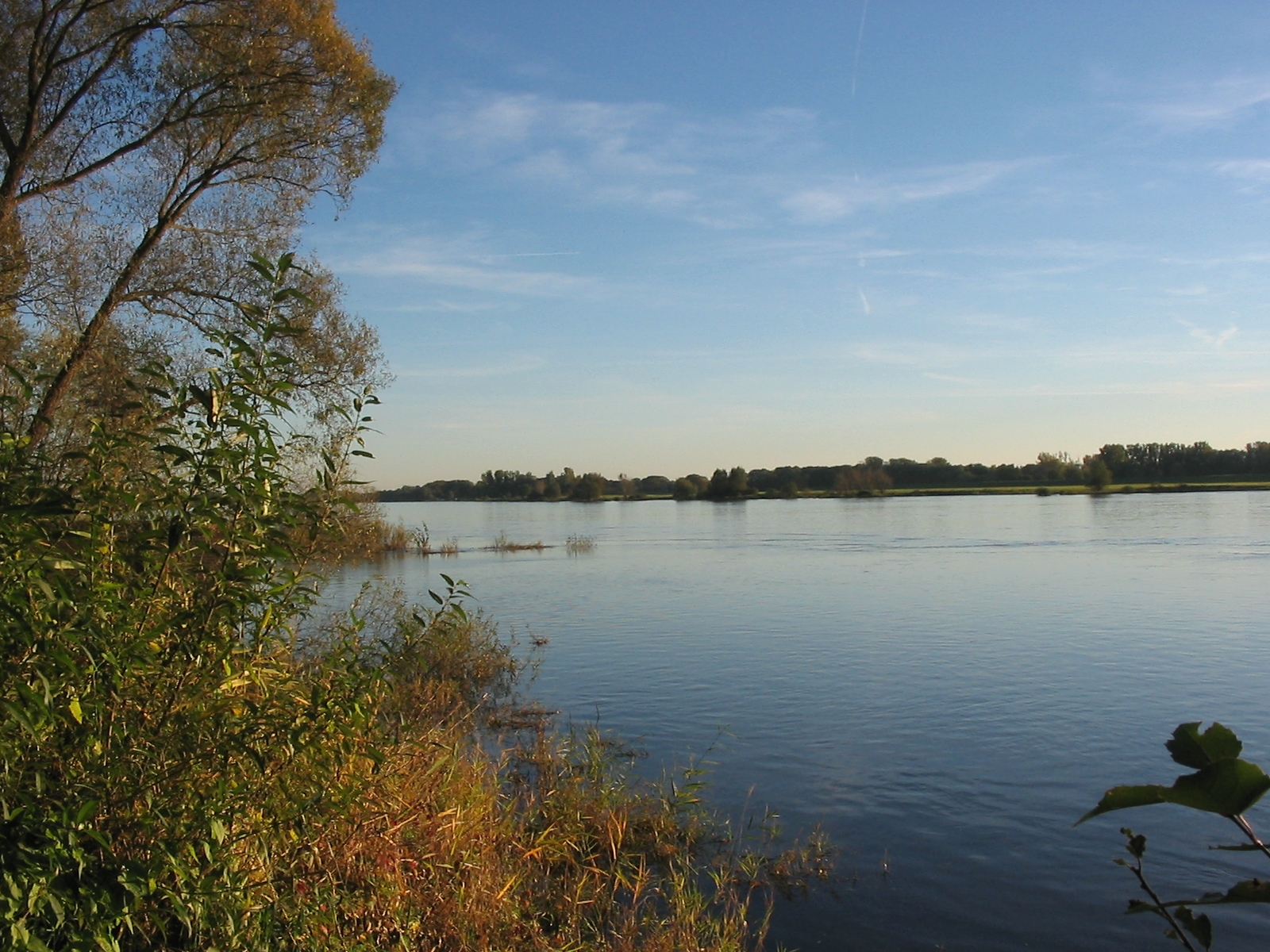
il fiume Elba presso Rüterberg

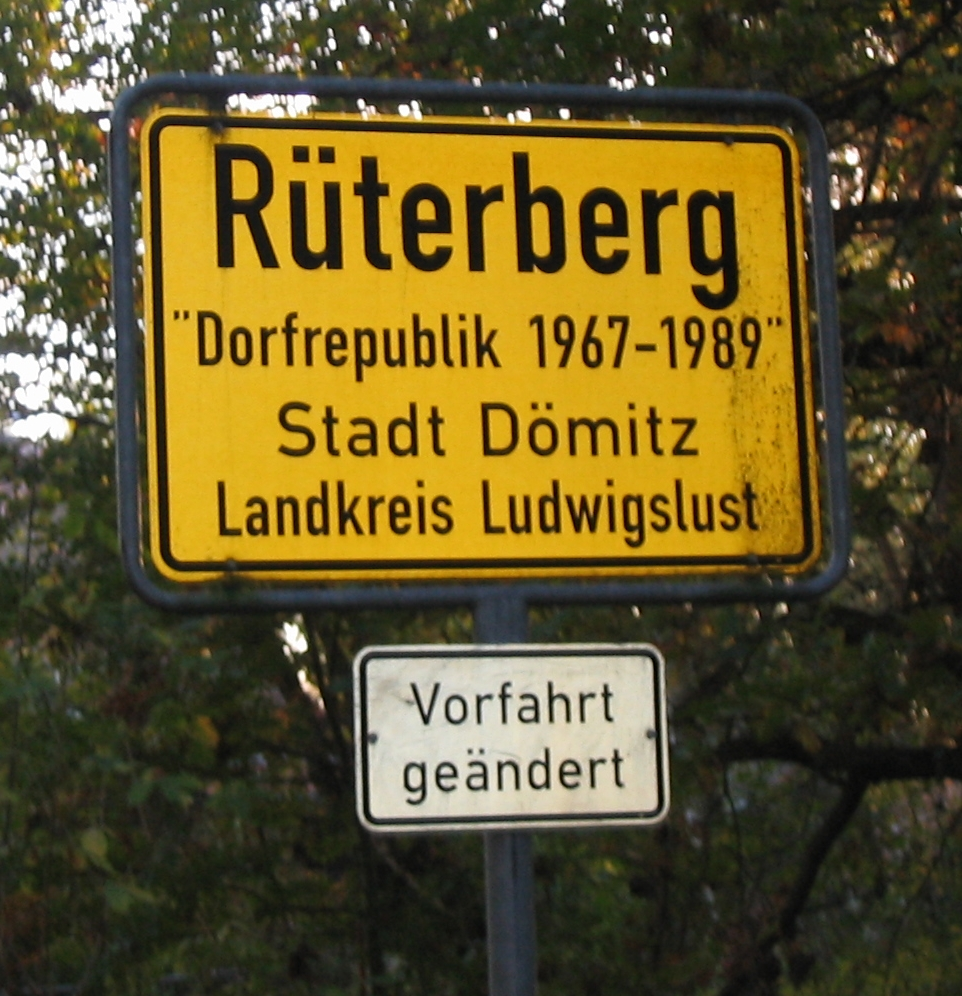
indicazione stradale

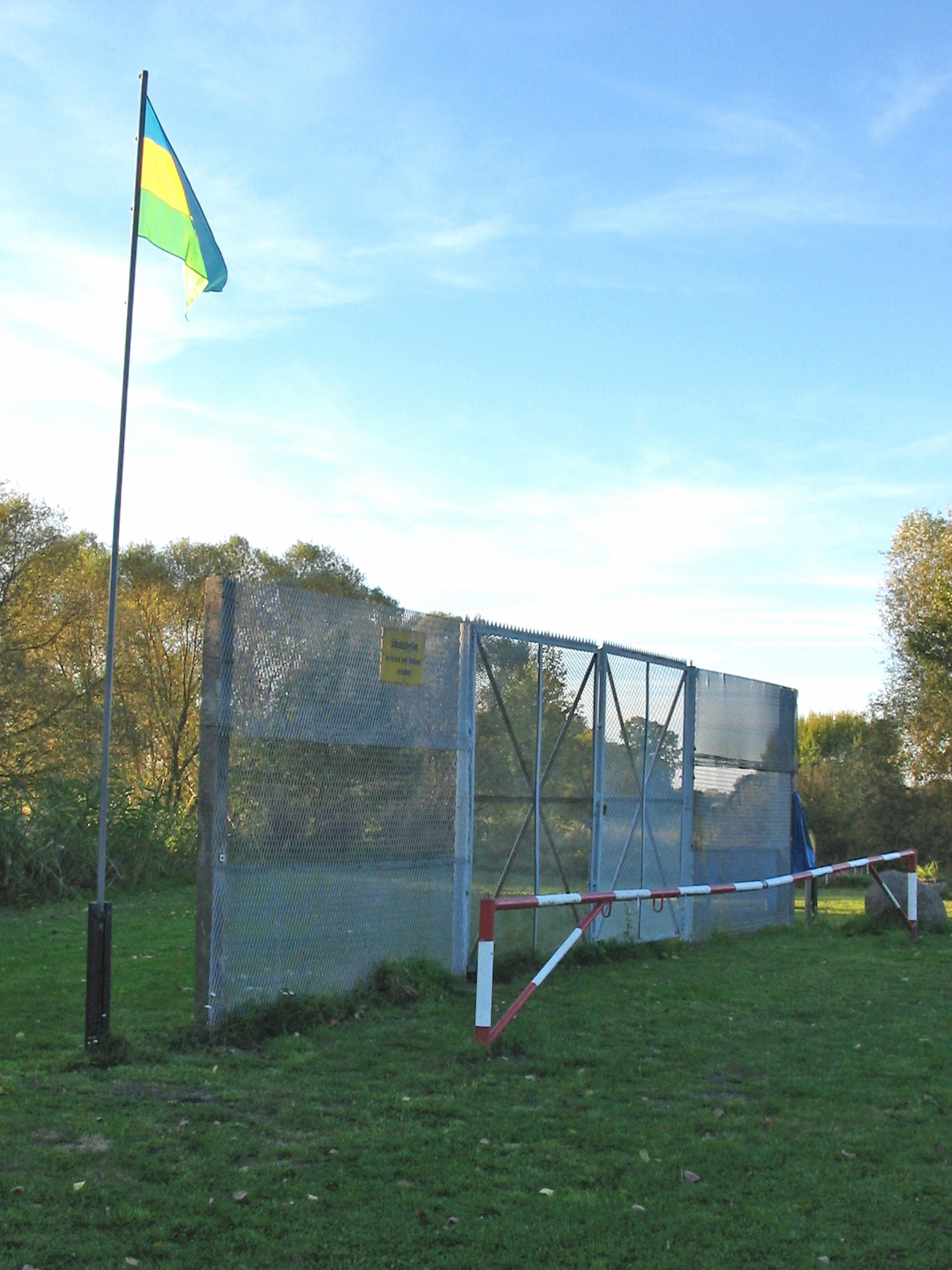
memoriale alla divisione della Germania

Rüterberg e il parco naturale della valle dell'Elba nel Meclemburgo (Naturpark Mecklenburgisches Elbetal) si trovano nell'area compresa tra il fiume Elba e gli abitati di Hitzacker e Dömitz. Il territorio dell'abitato confina su due lati con il Land della Bassa Sassonia. All'epoca della divisione della Germania era nel territorio della Repubblica Democratica Tedesca e per 22 anni è stato circondato dalle installazioni del confine tra le due Germanie verso ovest e dalle barriere di sicurezza verso est.

## Storia
L'abitato oggi noto come Rüterberg è noto sin dal 1340. Nel 1896 e nel 1903 vi vennero realizzate due fornaci. Nel 1938 il suo nome fu cambiato da Wendisch-Wehningen-Broda-Sandwerder nell'attuale Rüterberg. Alla fine della seconda guerra mondiale si ritrovò nella zona di occupazione sovietica, sull'immediato confine con la zona di occupazione britannica. Nel 1952, all'interno dei lavori di fortificazione del confine tra Germania Est e Germania Ovest, venne separata dal fiume Elba da una barriera di confine, che viene ulteriormente consolidata nel 1961.
Nel 1966 fu teatro della cosiddetta battaglia di Gorleben, in cui le autorità della Germania Ovest e le forze di occupazione britannica rivendicarono la sovranità sull'intera larghezza dell'Elba, mentre le autorità della DDR sostenevano che il confine corresse al centro del letto del fiume.
Successivamente, nel 1967, fu realizzata una seconda linea di fortificazioni, più interna, che separò l'abitato anche dal restante territorio della DDR; solo attraverso un ingresso sorvegliato gli abitanti furono in grado di entrare nel villaggio o di lasciarlo, previa presentazione del lasciapassare. Negli orari notturni, dalle 23 alle 5, il transito era comunque vietato.
La località di Broda, con due fornaci e una segheria, fu demolita nel 1981; sul luogo fu mantenuto solo un posto di osservazione delle guardie di confine.
Il confine fu ulteriormente rinforzato nel 1988 con una spesa di 11 milioni di marchi della DDR; un uomo riuscì a fuggire a ovest approfittando dei lavori. A seguito di ciò nell'area vennero stese linee di filo spinato e impiegate pattuglie con cani.
Negli anni dal 1916 al 1989 la popolazione di Rüterberg è scesa da circa 300 a 150 abitanti.

### Dorfrepublik Rüterberg
In segno di protesta contro la condizione di isolamento in cui si trovavano, l'8 novembre 1989 gli abitanti di Rüterberg dichiararono il loro villaggio una repubblica autonoma. L'idea fu del sarto Hans Rasenberger, che volle ispirarsi alla storia dei primi cantoni (Urkantone) svizzeri di cui conosceva la storia, che ebbe modo di approfondire quando nel 1988 gli fu permesso di visitare la Germania Ovest, la Francia e la Svizzera, dove trascorse il giorno della festa nazionale del Rütlischwur.
Rasenberger chiese il 24 ottobre 1989 alle autorità statali di poter convocare una pubblica assemblea degli abitanti, che si tenne il successivo 8 novembre nelle sale del consiglio del Kreis di Ludwigslust. Vi presero parte 90 degli abitanti di Rüterberg, alla presenza di ufficiali delle truppe di confine e della polizia. Venne presentato un documento, approvato all'unanimità, in cui gli abitanti si costituivano in un'entità autonoma, fuori dall'autorità della DDR. Appena dopo un giorno il Muro di Berlino cadde e il 10 novembre successivo Rüterberg tornò ad essere liberamente accessibile.
Il 14 luglio 1991 il Land di Meclemburgo-Pomerania Anteriore ha riconosciuto a Rüterberg il diritto a usare la denominazione ufficiale di "villaggio-repubblica", Dorfrepublik 1961-1989 (dal 2001 Dorfrepublik 1967-1989) sulla segnaletica stradale con una cerimonia cui presero parte 100 giovani provenienti da 19 paesi diversi. Ciò è durato fino al 21 ottobre 2002, quando il paese è tornato a chiamarsi semplicemente Rüterberg.

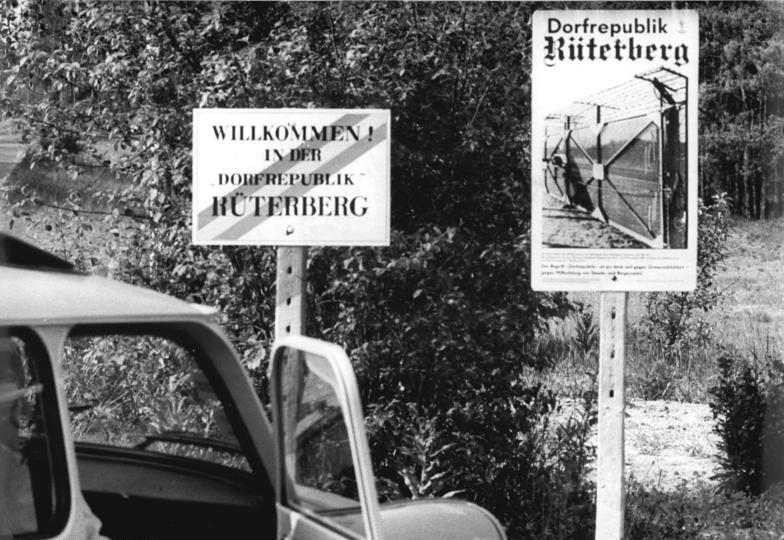
Cartelli stradali della Dorfrepublik, 1990
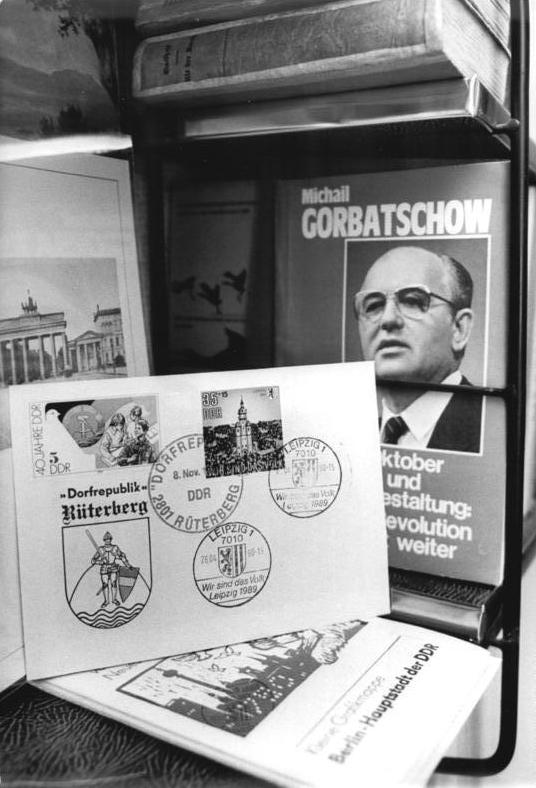
Busta col tirmbro postale della Dorfrepublik
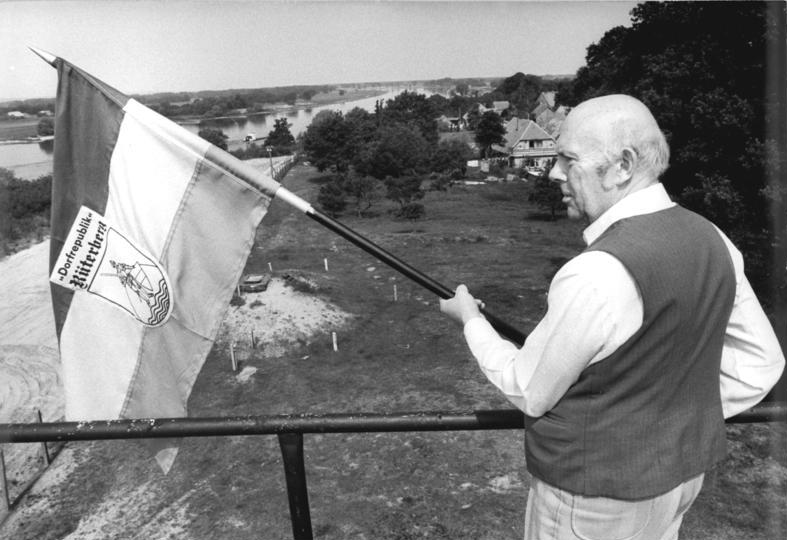
Hans Rasenberger con la bandiera della Dorfrepublik

### Dopo la riunificazione
Successivamente all'apertura del confine tra le due Germanie, vennero realizzate nuove strade e abitazioni. In occasione del decimo anniversario della proclamazione della Dorfrepublik fu aperta una casa-museo (Heimatstube) che offre ai visitatori uno spaccato della vita ai tempi dell'isolamento del villaggio. Nello stesso anno, una torretta di osservazione in legno fu affidata in cura all'autorità del parco naturale della valle dell'Elba.
Il 13 giugno 2004 Rüterberg venne unito al comune di Dömitz.

### Simboli
Fino al momento dell'annessione a Dömitz, il comune di Rüterberg aveva una propria bandiera e un proprio stemma, così composti:
Stemma: "In campo verde, una collina d'oro con un filo d'onda blu, un cavaliere armato d'oro con casco di agrifoglio, su cavallo sellato d'argento, imbrigliato e ferrato d'oro, nella mano destra una spada d'oro e nella mano sinistra le redini d'oro."
Bandiera: "La bandiera del comune è un tricolore a strisce verticali uguali blu, giallo e verde. Al centro del panno, tra due quinti dell'altezza della striscia blu e della striscia verde si trova lo stemma comunale. Il rapporto tra i lati della bandiera è 5:3".

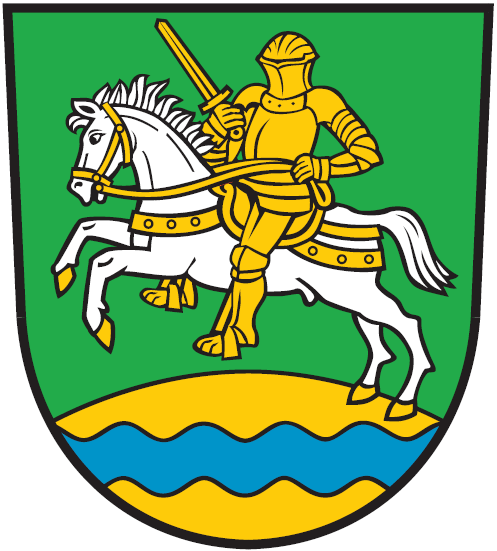
lo stemma fino al 2004
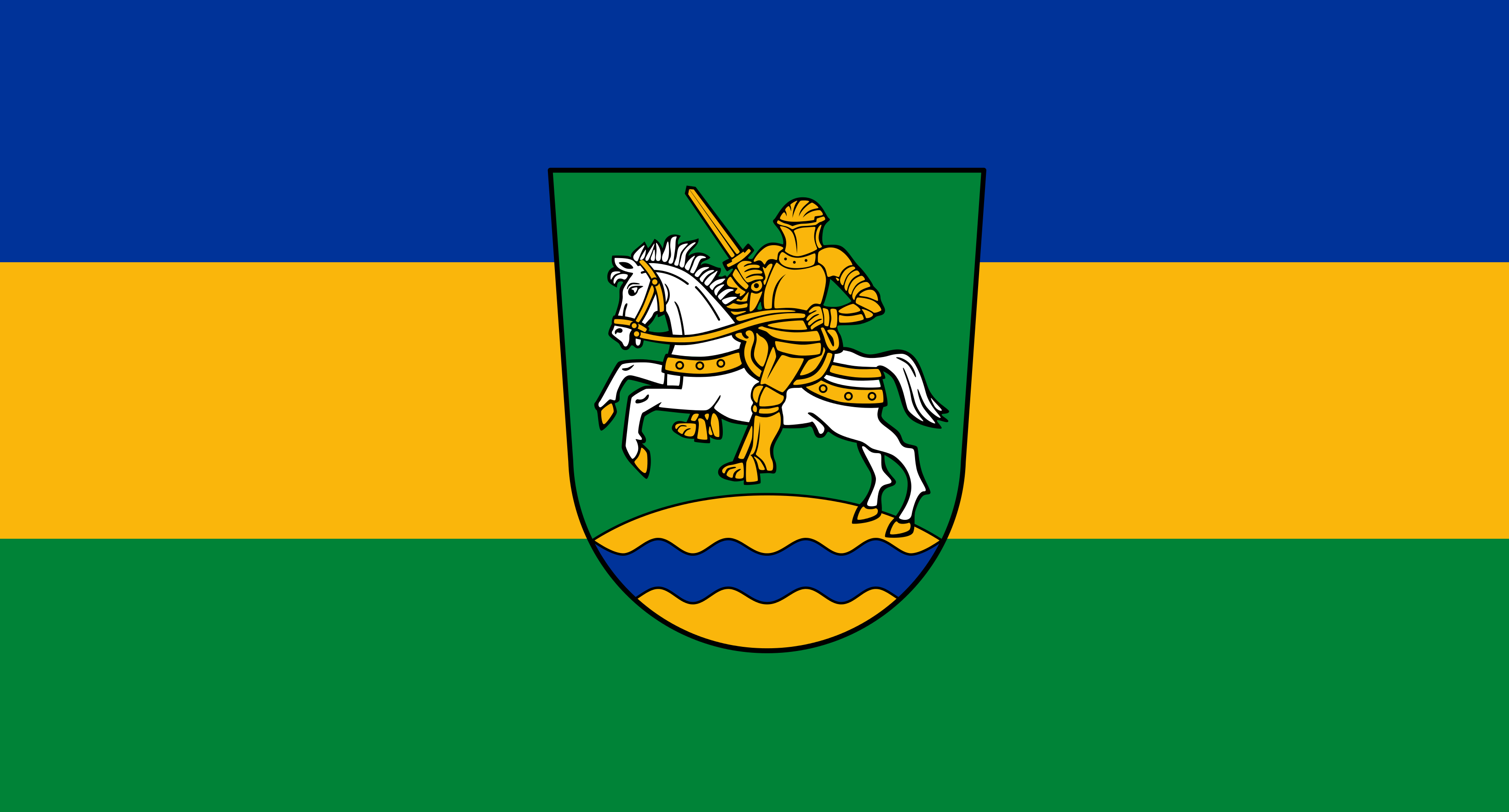
la bandiera fino al 2004
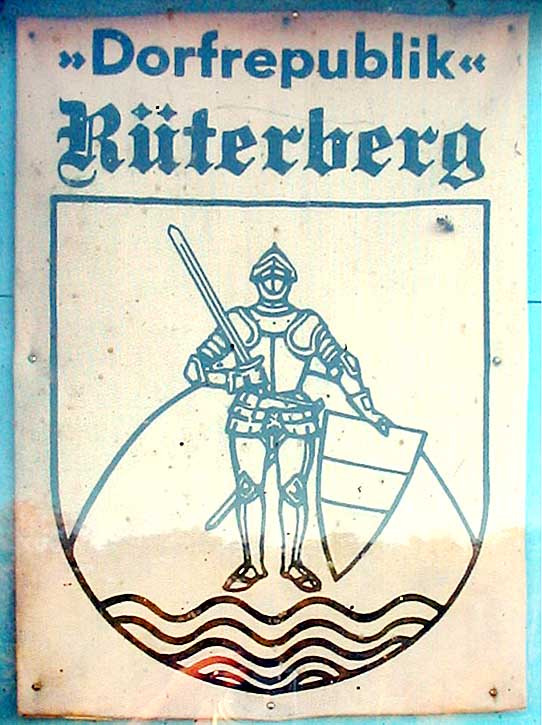
lo stemma disegnato da Rasenberger in una teca